# Grainfield
Grainfield är en ort i Gove County i Kansas. Vid 2020 års folkräkning hade Grainfield 322 invånare.